# Henri Huchard
Henri Huchard, född 4 april 1844 i Auxon (departementet Aube), död 11 december 1910 i Clamart (departementet Hauts-de-Seine), var en fransk läkare.
Huchard blev medicine doktor 1871 och var från 1892 läkare vid Hôpital Necker i Paris. Han var ledamot av Académie de médicine. Huchard ägnade sig med stor iver och framgång åt studiet av hjärtats och kärlsystemets sjukdomar och utgav om dessa bland annat Traité des maladies du cœur et de l'aorte (1889; tredje upplagan i tre band 1899–1900).